# Gare de Villenave-d'Ornon
La gare de Villenave-d'Ornon est une gare ferroviaire française de la ligne de Bordeaux-Saint-Jean à Sète-Ville, située sur le territoire de la commune de Villenave-d'Ornon, dans le département de la Gironde en région Nouvelle-Aquitaine.
Elle est mise en service en 1855 par la Compagnie des chemins de fer du Midi et du Canal latéral à la Garonne (Midi). 
C'est une halte voyageurs de la Société nationale des chemins de fer français (SNCF) du réseau TER Nouvelle-Aquitaine, desservie par des trains express régionaux.

## Situation ferroviaire
Établie à 8 mètres d'altitude, la gare de Villenave-d'Ornon est située au point kilométrique (PK) 6,489 de la ligne de Bordeaux-Saint-Jean à Sète-Ville, entre les gares de Bègles et de Cadaujac.

## Histoire

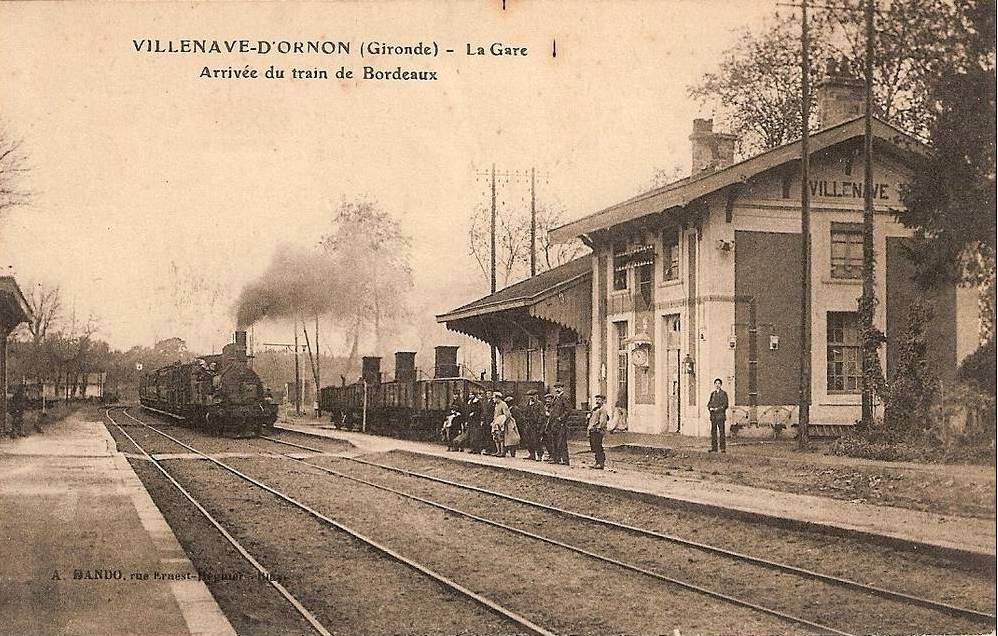
La gare au début du XXe siècle.

La station de Villenave-d'Ornon est mise en service le 31 mai 1855 par la Compagnie des chemins de fer du Midi et du Canal latéral à la Garonne (Midi), lorsqu'elle ouvre à l'exploitation la section de Bordeaux à Langon de son chemin de fer de Bordeaux à Sète.
En 2014, c'est une gare voyageurs d'intérêt local (catégorie C : moins de 100 000 voyageurs par an de 2010 à 2011), qui dispose de deux quais et un abri.

## Fréquentation
En 2014, selon les estimations de la SNCF, la fréquentation annuelle de la gare était de 13 126 voyageurs.
De 2015 à 2023, selon les estimations de la SNCF, la fréquentation annuelle de la gare s'élève aux nombres indiqués dans le tableau ci-dessous.
| Année           | 2015  | 2016  | 2017  | 2018  | 2019   | 2020  | 2021   | 2022   | 2023   |
| --------------- | ----- | ----- | ----- | ----- | ------ | ----- | ------ | ------ | ------ |
| Voyageurs seuls | 9 619 | 8 096 | 8 779 | 8 712 | 10 500 | 7 072 | 12 126 | 12 404 | 11 083 |

## Service des voyageurs

### Accueil
Halte SNCF, c'est un point d'arrêt non géré (PANG) à accès libre.
La traversée des voies et le passage d'un quai à l'autre s'effectuent par des escaliers et le pont routier qui surplombe la gare.

### Desserte
Villenave-d'Ornon est une halte voyageurs du réseau TER Nouvelle-Aquitaine, desservie par des trains express régionaux de la relation Bordeaux - Langon (ligne 43.2).

### Intermodalité
Le stationnement des véhicules est possible à proximité. 
La halte est desservie par des bus de Bordeaux du réseau TBM (lignes tbm: 5, 89, 90).

## Galerie de photographies

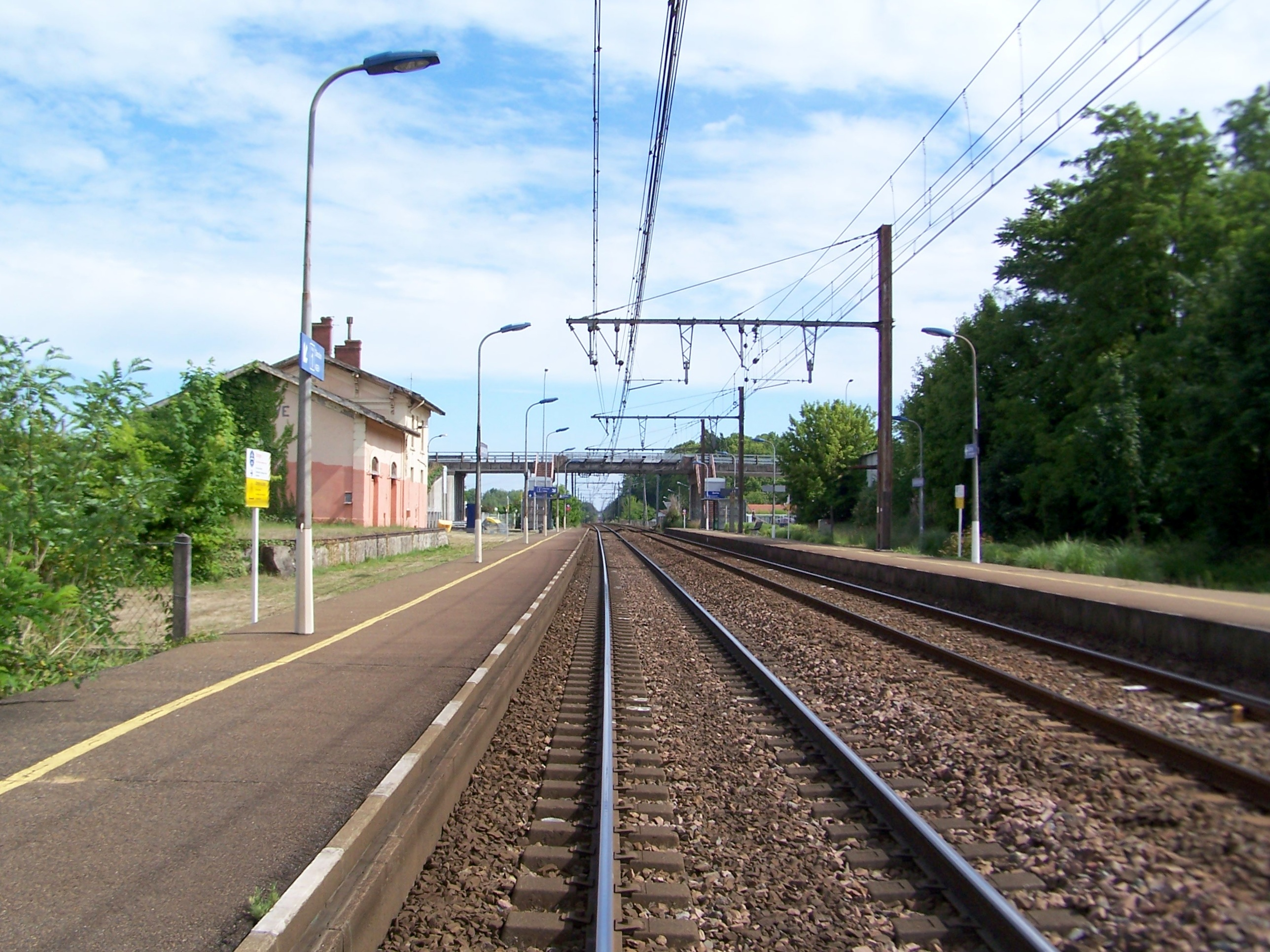
Les voies en direction d'Agen et le bâtiment voyageurs désaffecté.
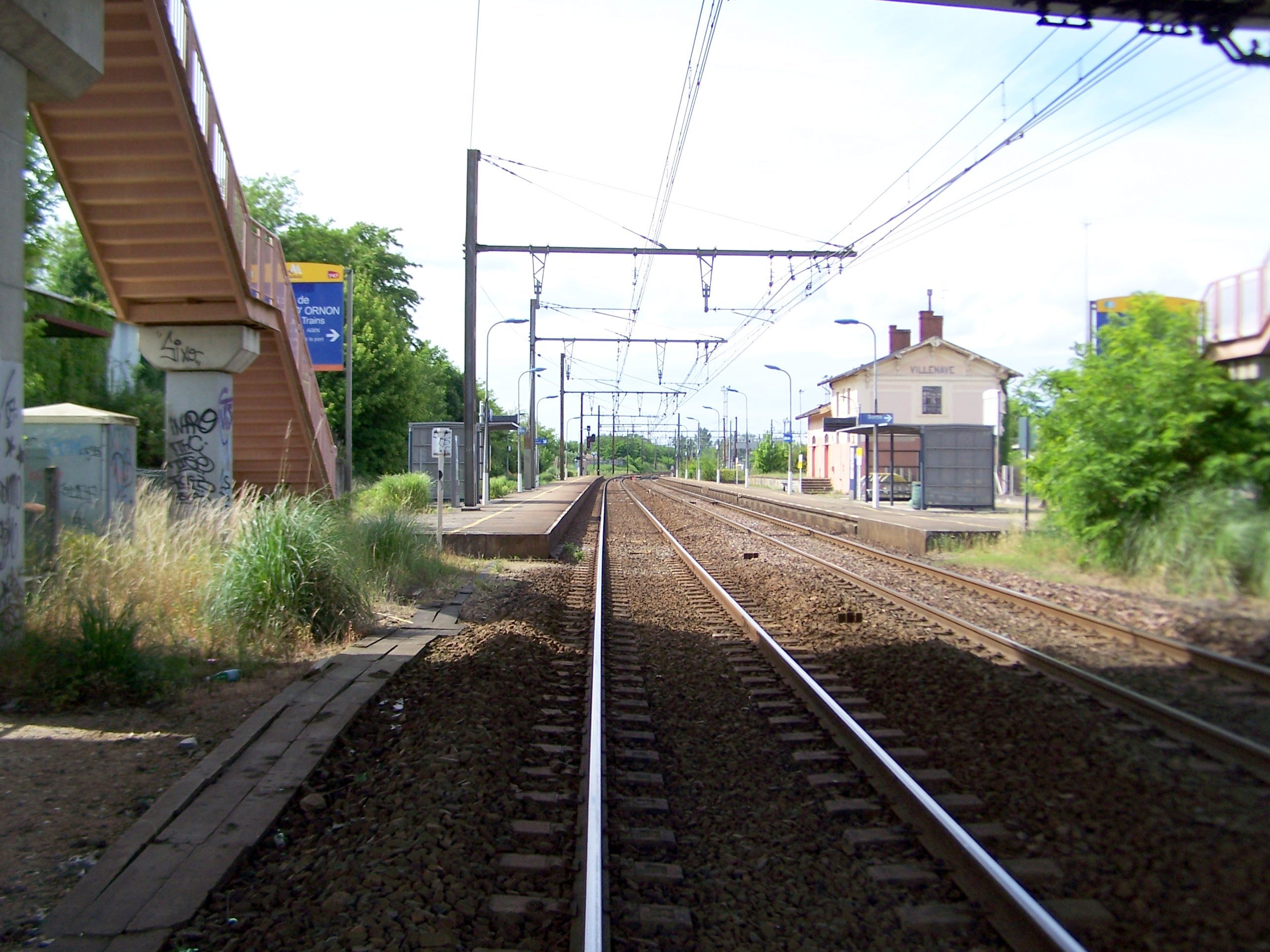
Les voies en direction de Bordeaux depuis le dessous du pont routier.
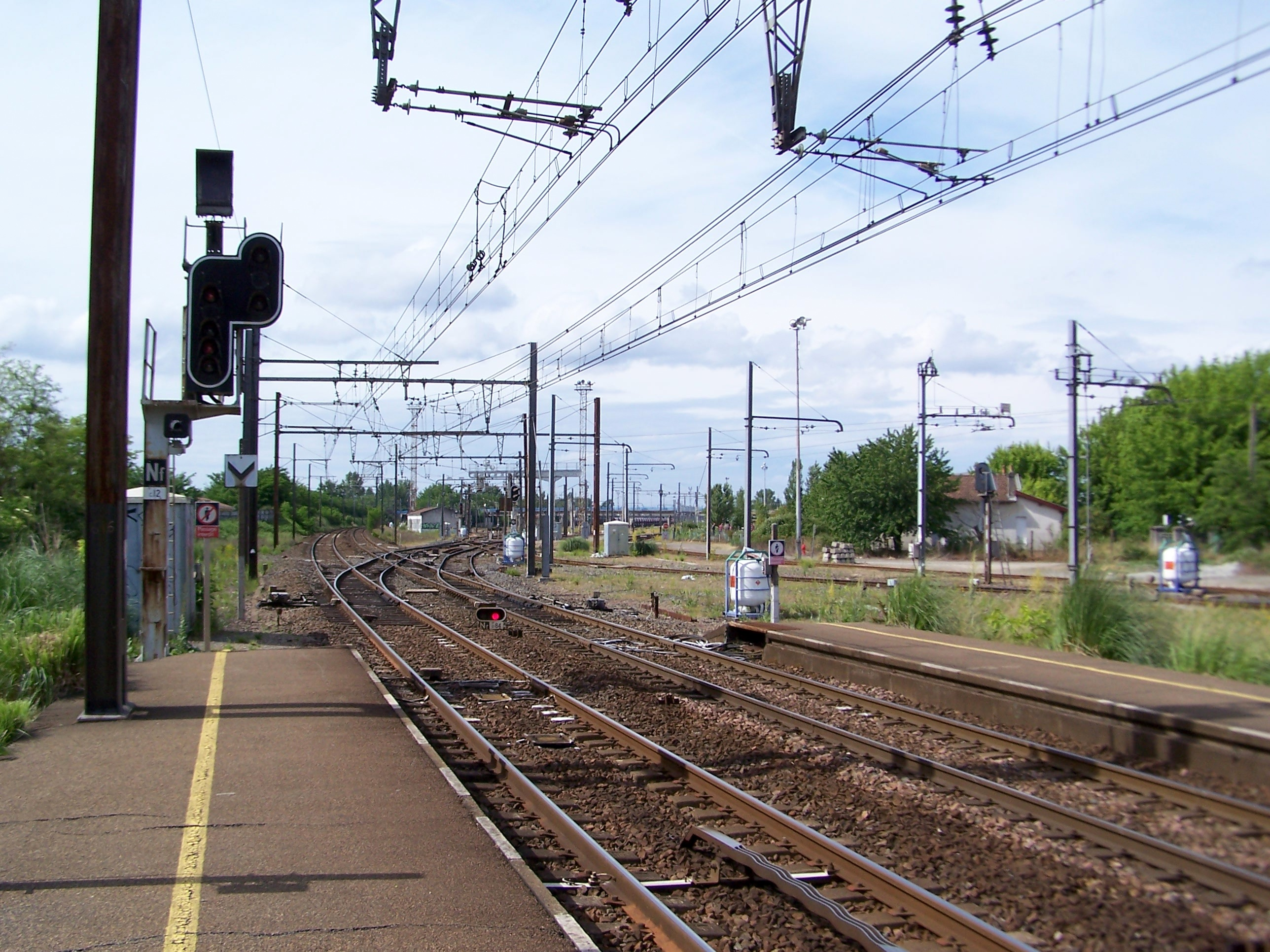
Voies vers Bordeaux et début de la gare de triage d'Hourcade.